# Agua Tordillo
Agua Tordillo är en ort i Mexiko.   Den ligger i kommunen Acatepec och delstaten Guerrero, i den södra delen av landet, 240 km söder om huvudstaden Mexico City. Agua Tordillo ligger 1 797 meter över havet och antalet invånare är 731.
Terrängen runt Agua Tordillo är kuperad åt sydost, men åt nordväst är den bergig. Runt Agua Tordillo är det ganska glesbefolkat, med 42 invånare per kvadratkilometer. Närmaste större samhälle är Acatepec, 13,6 km nordost om Agua Tordillo. I omgivningarna runt Agua Tordillo växer huvudsakligen savannskog.